# Grzegorz III (patriarcha Aleksandrii)
Grzegorz III – prawosławny patriarcha Aleksandrii w latach 1354–1366. Być może przebywał przez dłuższy czas na górze Athos.